# Pátá kolona
Termín pátá kolona označuje skupinu lidí (většinou minoritní), která zevnitř narušuje fungování (činnost, politiku, směřování, práci apod.) nějakého celku (stejný národ, stejné území, stejný podnik, apod.) na úkor zbylých (většinou majoritních) osob. Obvykle jde o narušení ve prospěch jiné vnější nepřátelské skupiny, s kterou pátá kolona sympatizuje. Tato činnost může být zjevná, nebo tajná a může mít podobu sabotáže, dezinformace, špionáže a dalších.

## Původ termínu
Za autora tohoto slovního spojení se obecně označuje španělský nacionalistický generál Emilio Mola během španělské občanské války (probíhající v letech 1936–1939). V říjnu 1936 velel ozbrojeným silám, které měly za úkol dobýt Madrid. Jeho jednotky se skládaly ze čtyř tzv. kolon (skupin) vojáků. Generál novinářům sdělil, že další, tzv. „pátá kolona“, jsou jejich sympatizanti uvnitř Madridu, kteří jim s dobýváním města pomohou. 
O výroku generála Emilia Mola informoval 16. října 1936 článek v The New York Times. Naopak londýnský Daily Express 4. října 1936 přisoudil výrok o páté koloně Francisco Francovi: „Generál povstalců Franco řekl, že kromě čtyř kolon v poli má ještě jednu kolonu v Madridu.“ Slovní spojení „pátá kolona“ použila také zpravodajská společnost Associated Press 10. října 1936. Kanadské noviny Ottawa Evening Journal napsaly: „Socialistické noviny Informaciones způsobily v Madridu senzaci tvrzením, že fašisté během konečného náporu počítají s pomocí ‚páté kolony‘ přítomné v hlavním městě.“ Není vyloučeno, že termín poprvé použili španělští republikáni.

## Rozšíření
Termín byl poté ve Španělsku všeobecně známý. V literatuře se poprvé objevil jako název divadelní hry Ernesta Hemingwaye, který působil během španělské občanské války jako novinář. Hra měla premiéru na Broadwayi v březnu 1940, ale úspěchu se nedočkala. Je pravděpodobné, že za své rozšíření vděčí pojem spíše detektivnímu románu Agathy Christie z roku 1941 N, nebo M?, v němž je „pátá kolona“ opakovaně zmiňována.
Mimo španělskou občanskou válku termín pro obrazné vyjádření použil patrně poprvé sovětský lidový komisař pro zahraniční věci Maxim Maximovič Litvinov v listopadu 1937. V komentáři o dění v Evropě a v Sovětském svazu řekl: „Žádná pátá kolona sympatizantů s fašismem a špiónů nebude v Rusku vytvořena.“
V českém prostředí se za pátou kolonu označovala například Sudetoněmecká strana. V roce 2002 tehdejší předseda vlády Miloš Zeman označil sudetské Němce za Hitlerovu pátou kolonu.
Dnes je často označováno za pátou kolonu skupina sympatizantů s ruským režimem v neruských zemích, pomáhající Rusku dosáhnutí svých cílů ve světě:
Za ruskou pátou kolonu je označován i prezident Miloš Zeman.
| „                                                                         | Rusové ale budou zcela jistě daleko více používat kybernetické útoky nebo operace v kyberprostoru. A zcela jednoznačně budou zásadním způsobem využívat dezinformační kampaně. A takzvanou pátou kolonu. A to já považuji za velké nebezpečí nejenom pro Českou republiku, ale pro celou Evropu. | “ |
| — Michal Koudelka, ředitel Bezpečnostní informační služby České republiky | |   |

| „                                                                                                 | Benedikt Vangeli: Systém, kde Kreml zadává nějaké notičky ruským médiím a ty to posílají dál, až to postupně dojde do dalších zemí, ten je budován léta. To znamená, že v tom důsledku často ani není potřeba přímé zadání nebo přímé financování. Jakmile Kreml rozjede nějaké velké téma, oni se k tomu budou přidávat. Otázka: To znamená, že Kreml si u nás vychoval tu svoji takzvanou pátou kolonu a ta už pracuje sama? Benedikt Vangeli: Jednoznačně. | “ |
| — Benedikt Vangeli, ředitel Centra proti terorismu a hybridním hrozbám (CTHH) Ministerstva vnitra | |   |